# 毕华德
毕华德（1891年—1966年），男，北京人，中国眼科学家、医学教育家，曾任北京大学医学院教授、眼科主任，中华医学会常务理事。